# Левкеева, Елизавета Матвеевна
Елизавета Матвеевна Левкеева (сценическое имя Левкеева 1-я, по мужу Юинг; 1829 — 14 февраля 1881) — российская драматическая актриса.

## Биография
Поначалу обучалась в петербургском театральном училище балету, однако перешла на драматическую сцену.
В 1843 году, ещё ученицей, дебютировала на сцене Александринского театра. В 1845 году окончила училище и сразу была принята в Александринский театр.
Актриса имела большой успех в водевилях и комедиях с танцами («Полька в Петербурге» Григорьева I, «Рай Магомета», «Эсмеральда»). Ей сначала покровительствовал скопец Н. Н. Солодовников, потом генерал Дубельт. Одно время за кулисами возбуждали большой смех ухаживание за ней трагика В. А. Каратыгина, привозившего ей даже конфеты, несмотря на его скупость, и писавшего ей стихи.
На сцене пробыла около 40 лет и была женщина обеспеченная. 27 сентября 1863 года в Александринском театре в бенефис Е. М. Левкеевой была впервые поставлена пьеса А. Н. Островского «Доходное место».

## Творчество
- «Свои люди» А. Н. Островского
- «Гроза» А. Н. Островского — Варвара
- «Не так живи, как хочется» А. Н. Островского— Груня
- «На бойком месте» А. Н. Островского — Бессудная